# 寇春华
寇春华（1936年—），男，北京人，中国京剧演员，工丑角，国家级非物质文化遗产代表性传承人。